# Pit stop

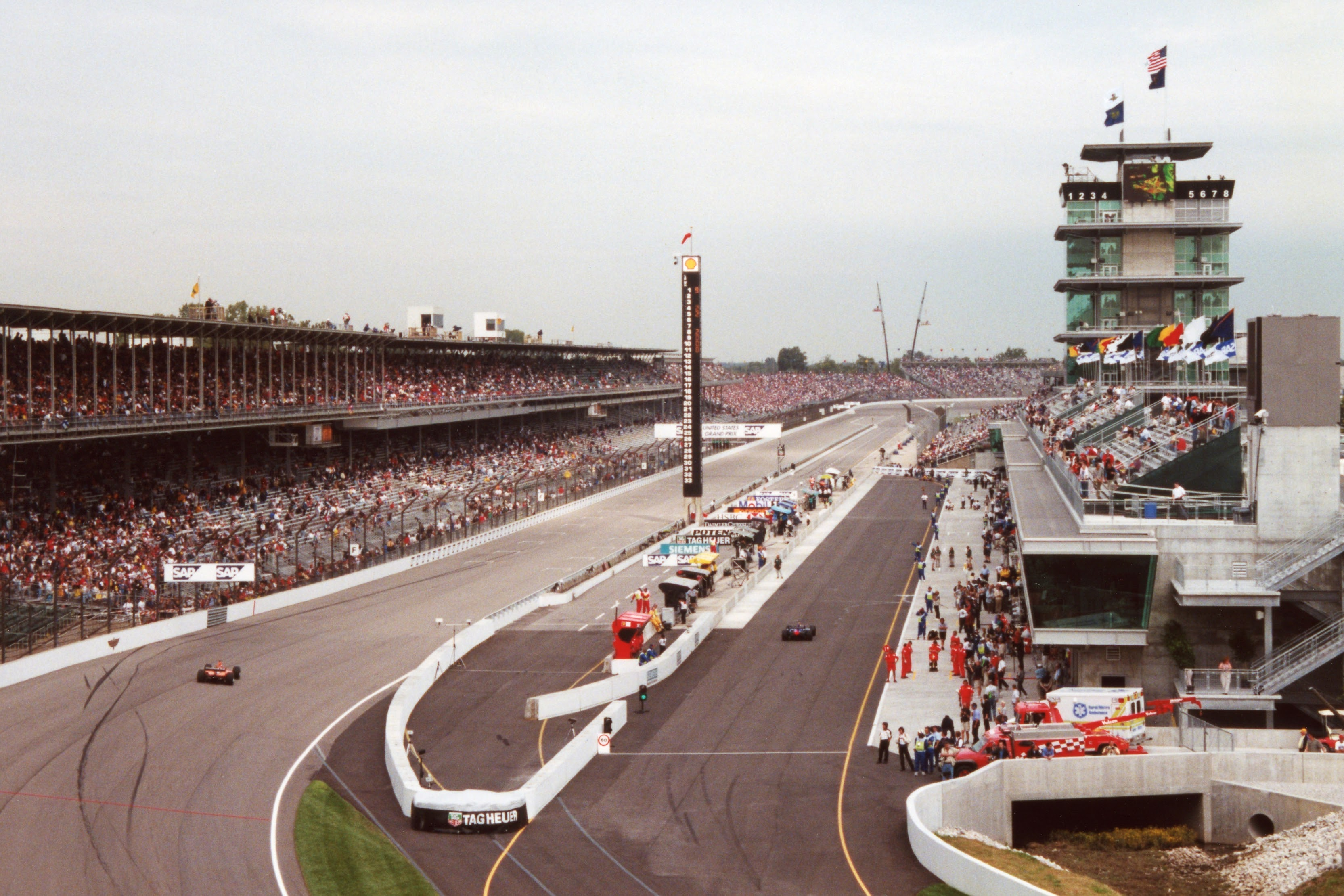
Indianapolis Motor Speedway Formula 1 corsia dei box e garage (a destra) adiacenti alla corsia ovale

Negli sport motoristici, un pit stop è una pausa per il rifornimento di carburante, sostituzione degli pneumatici, riparazioni, regolazioni meccaniche, un cambio di pilota, scontare una penalità o qualsiasi altra combinazione di quanto sopra. I box di solito sono costituiti da una corsia che corre parallela al rettilineo di partenza/arrivo ed è collegata a ciascuna estremità alla pista principale, con una fila di garage (di solito uno per squadra) all'esterno dei quali viene svolto il lavoro. I lavori ai box vengono eseguiti da due a venti meccanici (chiamati anche "pit crew"), a seconda del regolamento di serie, mentre il pilota spesso attende nel veicolo (tranne quando si tratta di un cambio pilota o nelle gare motociclistiche).

## Posizione e terminologia

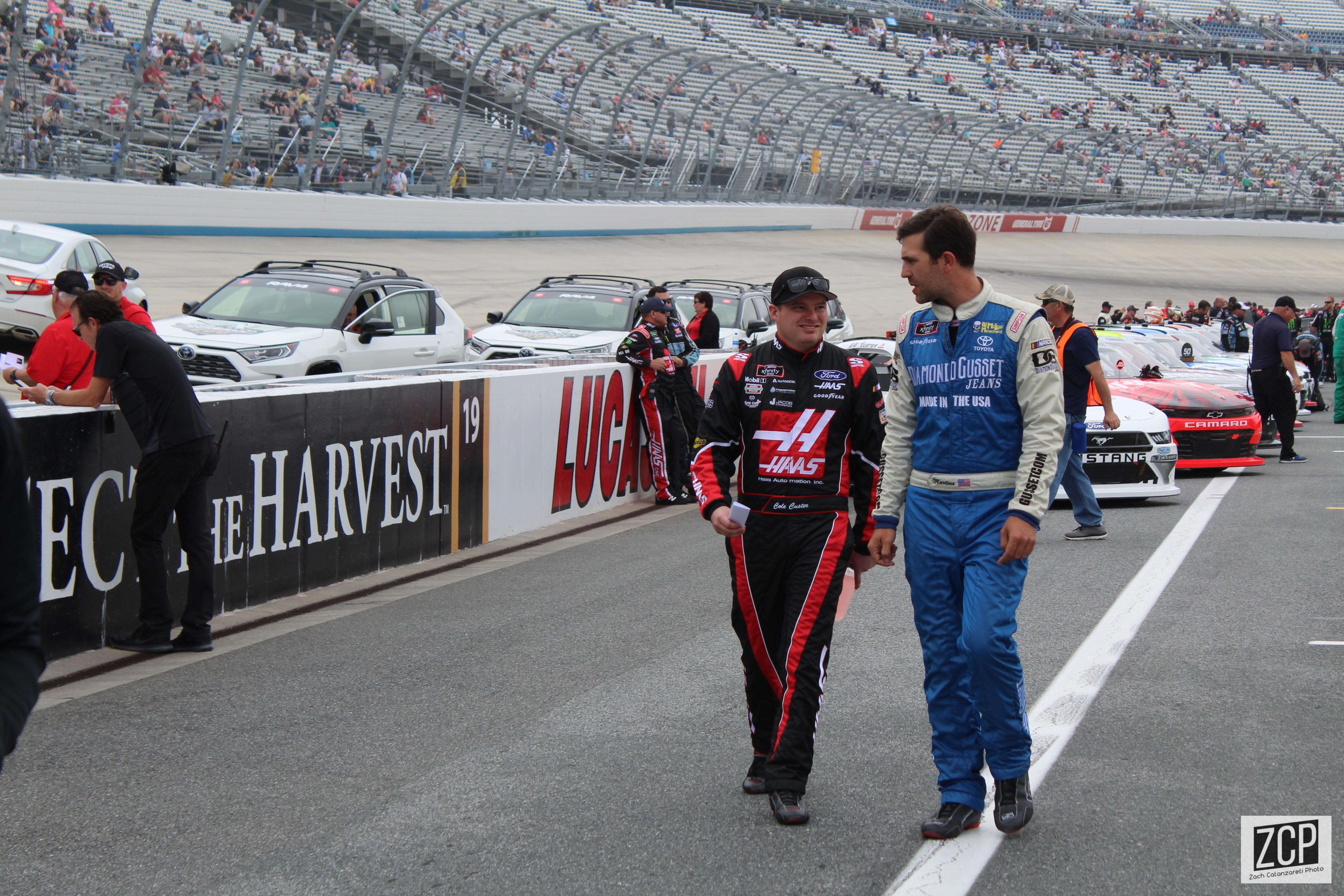
Pit road al Dover International Speedway

A seconda del circuito, il garage può essere situato sulla pit lane o in un'area separata.
Nella maggior parte delle serie l'ordine dei box delle squadre è assegnato dalla classifica a punti, dai risultati di gara o dai risultati delle qualifiche prima dell'inizio della gara. Nella NASCAR e nella Indianapolis 500 di INDYCAR, in genere le assegnazioni dei box vengono effettuate dopo le qualifiche, con i qualificati più veloci che scelgono per primi il loro box.
La maggior parte dei circuiti nordamericani presenta una pit lane con un numero di box (tipicamente 30-50) e un muretto che separa la pit lane dall'interno, con i garage (se utilizzati) su una strada separata parallela alla pista. Nelle gare in cui ci sono diverse serie che corrono insieme, ogni serie ha il proprio garage separato o è parcheggiata nella propria area. I circuiti in altre parti del mondo (usati in Formula 1) hanno tipicamente i garage individuali aperti direttamente sulla corsia dei box. Nell'inglese americano, è comune eliminare l'articolo determinativo e fare semplicemente riferimento a "pit road", mentre nell'inglese britannico si fa sempre riferimento a "pit lane". Un'ulteriore differenza è che nell'inglese britannico è universalmente utilizzato il termine "pit box" , mentre nell'inglese americano si dice "pit stall".

## Scopo

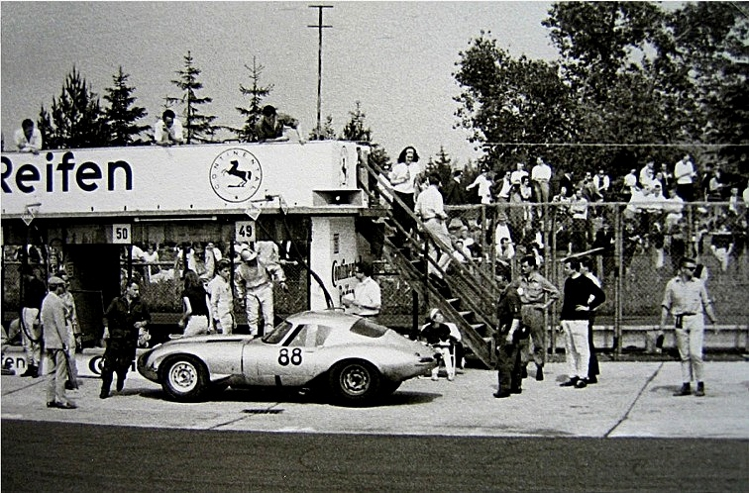
Pit stop nel 1964 al Nürburgring

Dove è consentito, il rifornimento è spesso uno scopo importante di un pit stop. Il trasporto di carburante rallenta un veicolo e spesso c'è un limite alle dimensioni del serbatoio del carburante, quindi molte gare richiedono più soste per il rifornimento di carburante necessario per completare la distanza di gara nel minor tempo possibile. Cambiare pneumatici è comune anche per consentire l'uso di pneumatici più morbidi che si consumano più velocemente ma forniscono più aderenza, per utilizzare pneumatici adatti alle condizioni di bagnato o per utilizzare una gamma di pneumatici designata dalle regole. I team mireranno a che ciascuno dei loro veicoli si fermi ai box seguendo un programma pianificato, con il numero di fermate determinato da molti fattori come la capacità di carburante, la durata degli pneumatici e il compromesso tra il tempo perso ai box e il tempo guadagnato in pista in funzione dei vantaggi dei pit stop. Scegliere la strategia ottimale ai box, di quante soste fare e quando farle, è fondamentale per ottenere un successo. È anche importante che le squadre tengano conto delle strategie dei concorrenti, quando pianificano i pit stop, per evitare di essere trattenuti dietro un concorrente in un punto in cui il sorpasso è difficile o rischioso. Una sosta non programmata o prolungata, come per una riparazione, può essere molto costosa per le possibilità di successo di un pilota, perché mentre viene fermato per assistenza, i concorrenti rimasti in pista guadagnano tempo. Per questo motivo, l'equipaggio ai box spesso si sottopone a un addestramento intensivo per eseguire operazioni come il cambio gomme il più rapidamente possibile che portano a pit stop, ad esempio in Formula 1, dove l'auto si ferma solo per pochi secondi.

## Strategia generale

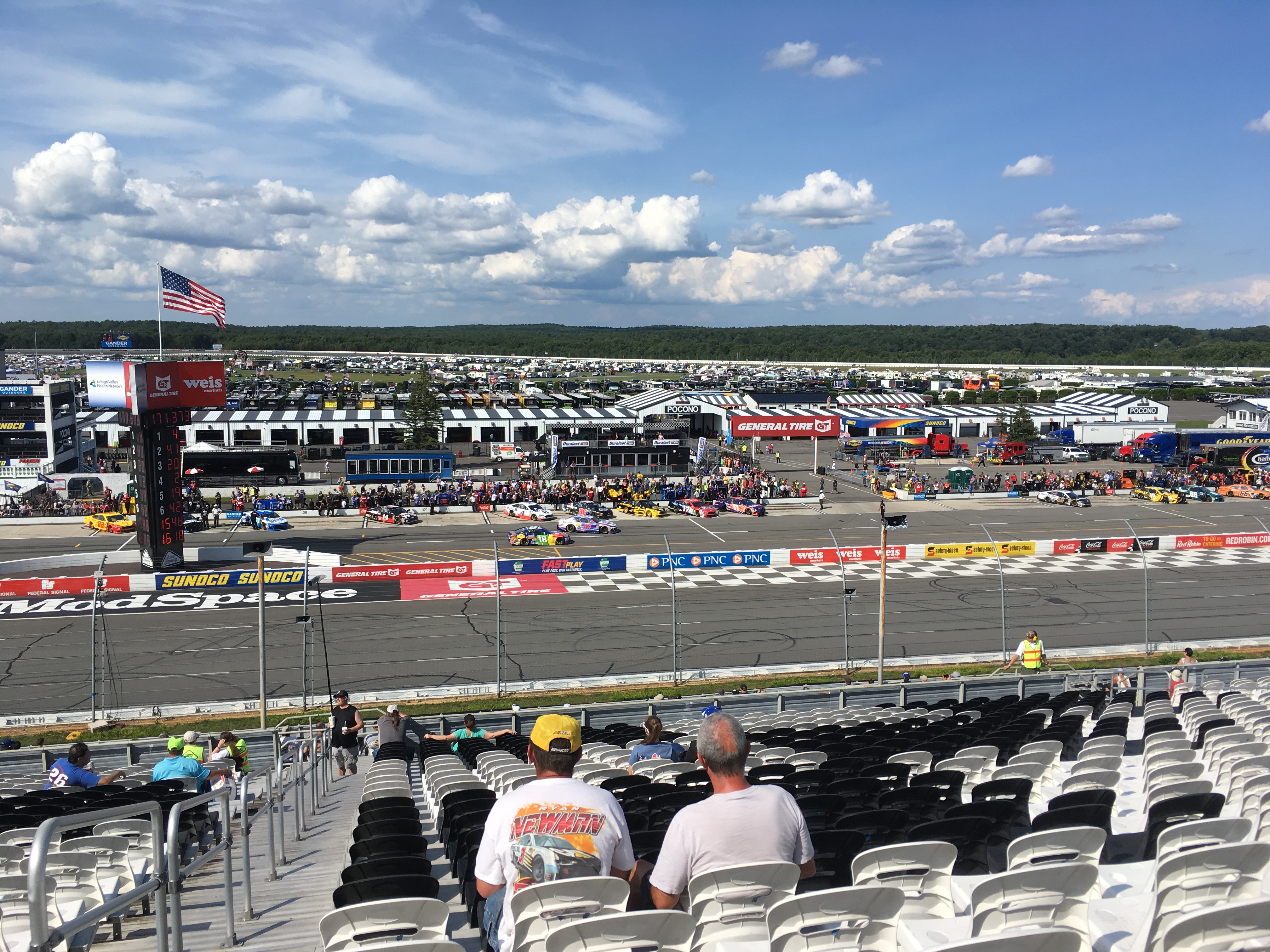
Pit lane a Pocono Raceway

In qualsiasi serie di corse che consenta dei pit stop programmati, la strategia dei box diventa una delle caratteristiche più importanti della gara; questo perché un'auto da corsa che viaggia a 160 chilometri all'ora (45 metri al secondo) durante un pit stop di dieci secondi guadagnerà circa 450 metri sull'auto ferma. D'altra parte, l'auto che ha effettuato il pit stop aggiuntivo correrà più velocemente in pista rispetto alle auto che non lo hanno fatto, sia perché può trasportare una quantità minore (e quindi un peso inferiore) di carburante, sia perché avrà meno usura ai suoi pneumatici, fornendo più trazione e consentendo velocità più elevate in curva. Nelle serie di gare in cui i team possono scegliere tra pneumatici con mescole diverse, l'usura minore degli pneumatici può essere sufficiente per consentire al team di scegliere di utilizzare uno pneumatico con una mescola di gomma più morbida che fornisce una maggiore aderenza a scapito di un'usura più rapida; prolungare l'intervallo tra una sosta e l'altra può persino causare un'usura del pneumatico più morbido e un cedimento dello stesso.
Per questo motivo, i team pianificano una strategia ai box prima dell'inizio di ogni competizione. Si tratta di un programma per i pit stop pianificati di ciascuna vettura durante la gara e tiene conto di fattori come il tasso di consumo di carburante, il peso del carburante, la velocità in curva con ciascuna mescola disponibile, il tasso di usura degli pneumatici, l'effetto dell'usura degli pneumatici sulla velocità in curva, la lunghezza della pit lane ai box, il limite di velocità nella corsia dei box e persino i cambiamenti previsti nelle condizioni meteorologiche e di illuminazione. La strategia dei box non include solo un programma di quando avverranno i pit stop ma anche il servizio e le regolazioni programmate per ogni pit stop, in particolare nelle gare di durata, dove possono essere pianificate modifiche programmate di parti soggette a usura limitata come le pastiglie dei freni. La strategia dei box è calcolata attentamente in modo che il tempo da "regalare" agli altri concorrenti nei pit stop sia bilanciato dal tempo guadagnato in pista.
Tuttavia, la strategia dei box di una squadra non è fissa e immutabile, bensì è soggetta a modifiche durante la corsa per tenere conto degli eventi imprevedibili che accadono in ogni gara. Nelle corse su strada, ad esempio, se il tempo cambia da asciutto a bagnato, i team saranno costretti a ricalcolare la loro strategia ai box in base alla sosta non programmata per passare da pneumatici "slick" da asciutto a pneumatici da bagnato. I periodi di safety car spesso vedono pit stop di massa da parte di molti team, nella speranza di sfruttare il ritmo rallentato per ridurre il terreno perso da altri team mentre fanno pit stop; questo costringe i team che lo fanno a ricalcolare immediatamente la loro strategia ai box per ottimizzarla per la distanza di gara rimanente dopo la sosta.
Anche quando una squadra sceglie di non sfruttare l'opportunità di fermarsi durante l'intervento della safety car, può comunque portare cambiamenti significativi alla strategia dei box. Con cautela, le auto corrono a una velocità ridotta che si traduce in una notevole riduzione dell'usura degli pneumatici e del consumo di carburante su una distanza percorsa. A seconda delle circostanze, questo può essere sufficiente a una squadra per guadagnare di più scegliendo di non fermarsi ai box, sperando che il ridotto consumo di carburante e dell'usura delle gomme consentirà loro di fare un pit stop in meno rispetto alle altre squadre. Sui circuiti noti per frequenti interventi della safety car, i team possono persino pianificare l'intera strategia di gara attorno a questa, utilizzando una sospensione e una configurazione aerodinamica adatte a sprint brevi invece di corse estese per guadagnare posizioni nelle brevi raffiche di gare con bandiera verde e pianificare la loro strategia ai box partendo dal presupposto che le precauzioni estenderanno il consumo di carburante e l'usura degli pneumatici abbastanza da fare meno soste di quanto sarebbe altrimenti necessario per completare la distanza di gara.

## Servizi eseguiti

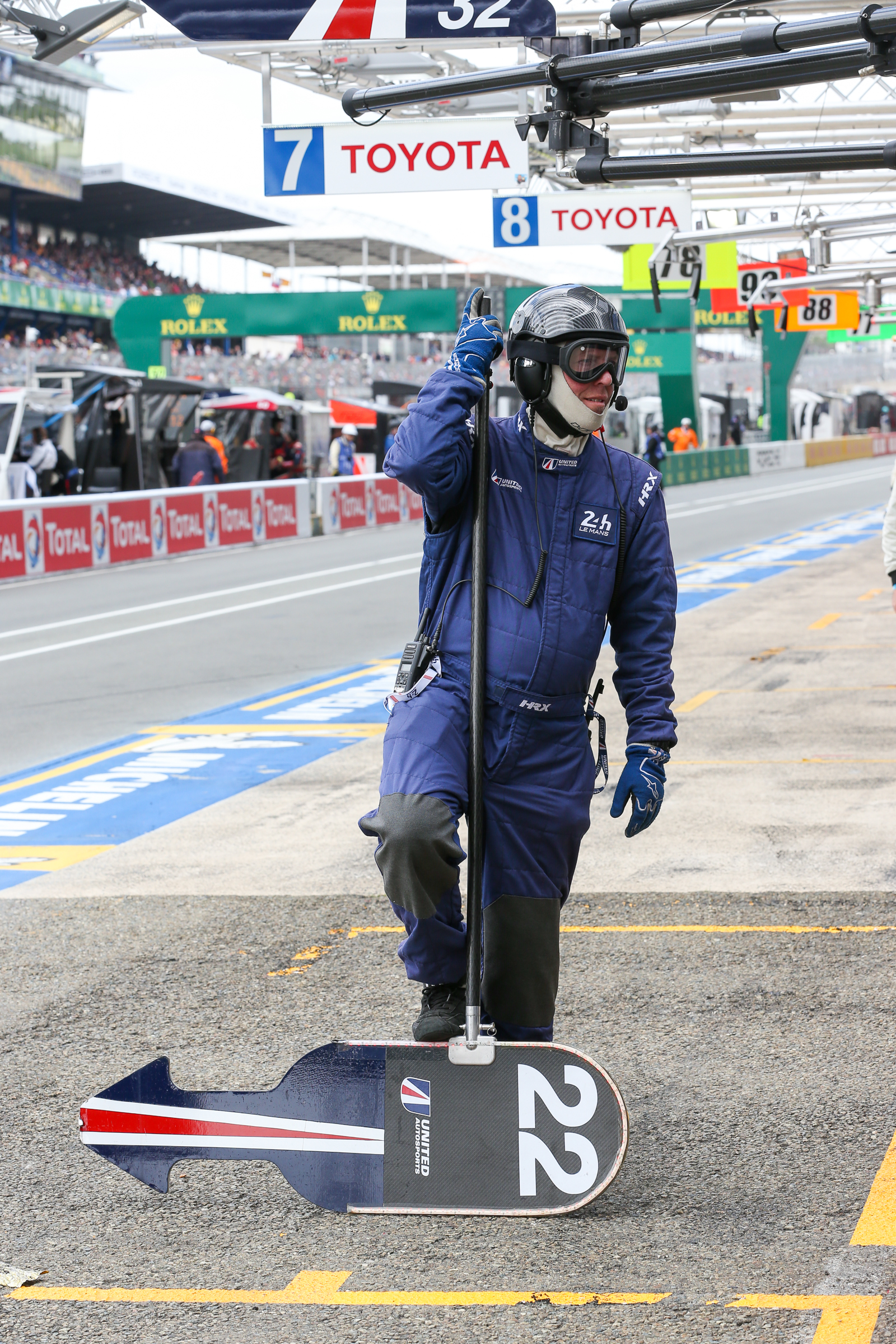
Jim Hersey, membro veterano dell'equipaggio ai box, con in mano il cartello lecca-lecca per segnalare al conducente (Circuit de la Sarthe, 2019)

Durante un pit stop programmato, i meccanici del team effettuano la manutenzione del veicolo il più rapidamente possibile, completando una serie di servizi diversi. I servizi più comuni svolti sono il rifornimento (ove consentito) e il cambio degli pneumatici.
Altri servizi eseguiti durante le normali soste ai box includono la rimozione dei detriti dalle prese d'aria del radiatore, la pulizia del parabrezza, apportare modifiche alla pressione degli pneumatici, alle impostazioni delle sospensioni e ai dispositivi aerodinamici per ottimizzare le prestazioni del veicolo alle condizioni del momento. Nelle gare di durata, anche i cambi programmati del pilota e le sostituzioni delle pastiglie dei freni sono considerati servizi di "routine" se eseguiti come parte di un pit stop programmato.
Un pit stop non programmato potrebbe richiedere altri servizi. Poiché gli arresti non programmati sono spesso dovuti a danni o problemi meccanici, possono includere riparazioni di emergenza e sostituzione di parti.
In alcune competizioni, a una squadra può essere ordinato di far transitare un veicolo ai box come penalità o di farlo guidare attraverso la corsia dei box alla velocità massima consentita o di rimanere fermo per un periodo di tempo specificato. Durante questo periodo non è possibile eseguire servizi.

## Formula 1

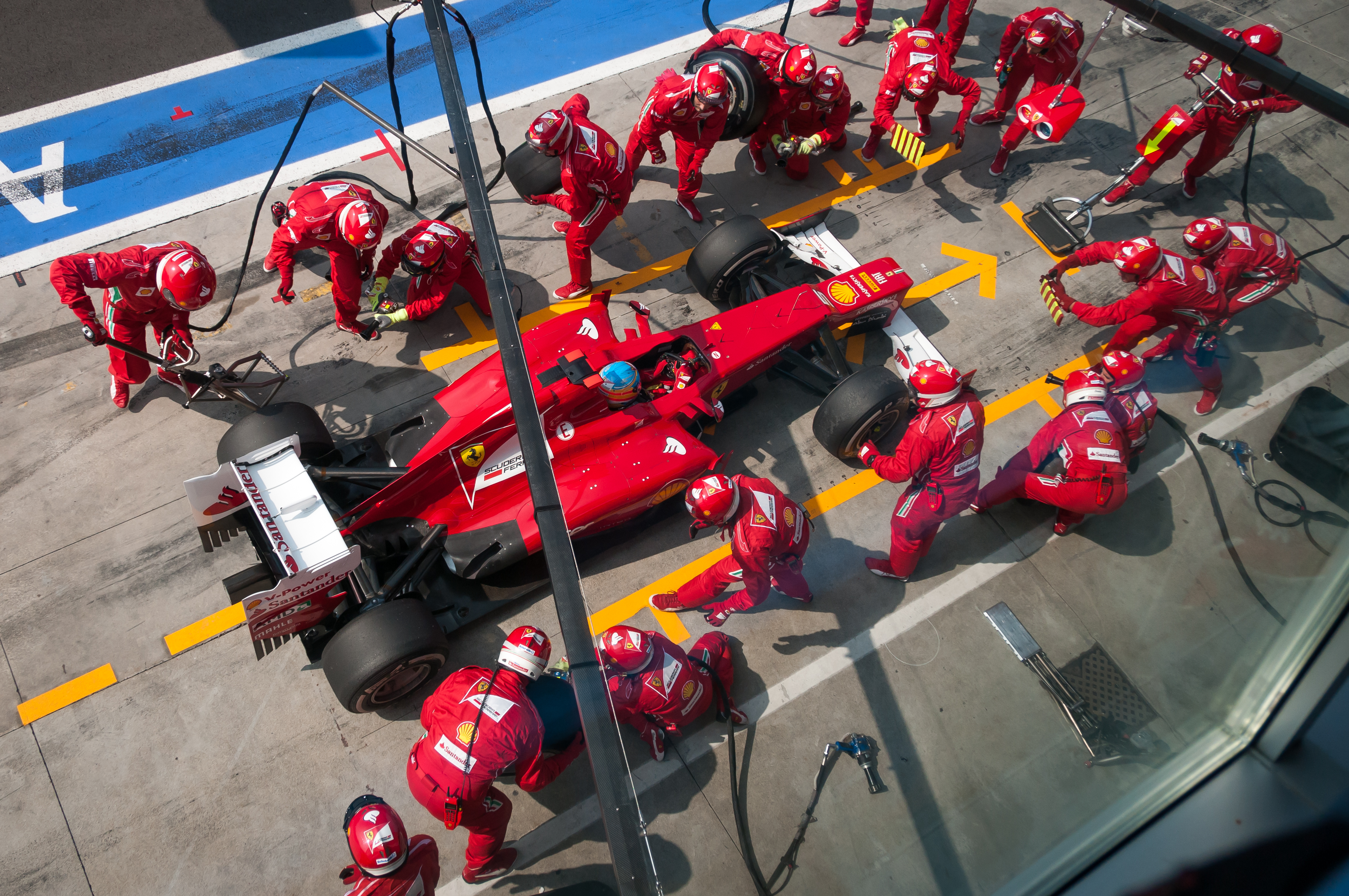
L'equipaggio ai box Ferrari effettua un pit stop a Fernando Alonso nel Gran Premio d'Italia 2012

In Formula 1, il rifornimento durante la gara è stato vietato dal 2010 e le auto effettuano soste ai box solo per cambiare le gomme. Le squadre a volte apportano anche modifiche alle ali anteriori e posteriori ed eseguono piccole riparazioni, più comunemente sostituendo il muso e il gruppo dell'ala anteriore. Un pit stop in genere richiede da 2 a 3 secondi per essere completato. La McLaren detiene l'attuale record mondiale per il pit stop più veloce, con una sosta di 1,80 secondi eseguita al Gran Premio del Qatar 2023 sulla vettura di Lando Norris. Le strategie dei box prevedono generalmente da una a quattro soste programmate, a seconda del circuito. Le distanze percorse tra i pit stop sono comunemente note come "stint".
Quando la macchina si trova a circa un giro dalla sosta programmata, il team ai box preparerà gli pneumatici nuovi e tutta l'attrezzatura necessaria. Per ridurre al massimo la durata della sosta il team fa uscire tutti i meccanici ai box prima dell'arrivo della vettura, con l'eccezione di quello che aziona il martinetto posteriore.
A differenza di quasi tutte le altre forme di corsa che prevedono pit stop di routine, le regole della Formula 1 limitano i team a un solo equipaggio ai box per le due vetture iscritte. La maggior parte delle altre serie di corse che prevedono pit stop di routine consentono a ciascuna vettura di avere il proprio pit stall e il proprio equipaggio. Pertanto, le squadre devono scaglionare l'ingresso ai box in modo che solo una delle loro due vetture sia ai box in un dato momento, altrimenti un'auto deve aspettare che l'altra macchina riparta. Tuttavia, con un tempismo adeguato o in condizioni speciali (ad esempio, nel periodo immediatamente successivo all'ingresso della safety car), è possibile far rientrare ai box entrambe le vetture nello stesso giro senza perdere tempo significativo - strategia del double stack. Ciò consente a entrambi i piloti del team di correre con pneumatici freschi, impedendo a entrambi di avere un vantaggio sull'altro, e aiuta il team a nascondere le prestazioni relative tra due vetture ad altre squadre quando una sola macchina è ai box.
Una strategia comunemente utilizzata nei pit stop di Formula 1 è il "sottosquadro" o "sottotaglio", in inglese "undercut", che coinvolge due vetture in lotta per la posizione in pista. In questa strategia, l'auto che segue fa un pit-stop anticipato rispetto all'auto in testa; in caso di successo, l'auto che ha fatto il pit stop per prima dovrebbe essere in grado di sfruttare gli pneumatici nuovi per ridurre lo svantaggio dall'auto che stava tentando di superare. Se il divario tra le due vetture si riduce al di sotto del tempo perso in un pit stop, quando la vettura che era in testa rientra, uscirà dai box dietro la vettura che si è fermata per prima. Questa strategia è particolarmente efficace quando l'auto in testa è bloccata nel traffico e/o se l'auto dietro ha una pista libera su cui proseguire, ma può essere annullata se l'auto dietro rimane bloccata nel traffico dopo il pit stop anticipato o non è in grado di guidare abbastanza velocemente per neutralizzare il vantaggio dell'auto di testa. Allo stesso modo, esiste la strategia inversa (ma meno comune) del "sovrataglio", in inglese "overcut" in cui l'auto in testa rimane più a lungo con gli pneumatici vecchi e gira abbastanza velocemente da mantenere o addirittura estendere il proprio vantaggio rispetto all'auto che le sta dietro: questa strategia può avere successo se le gomme dell'auto sono ancora in buone condizioni quando rientra ai box, in modo che possa spingere senza essere eccessivamente limitata dal degrado degli pneumatici, o se l'auto dietro rimane bloccata nel traffico, negandole la capacità di utilizzare gli pneumatici più freschi per ottenere un vantaggio. La velocità di ingresso della pitlane massima è definita in base allo spazio della carreggiata della pitlane e dalla distanza dei box tra uno e l’altro, solitamente è compresa tra i 60–80 km\h, un pilota incombe in 5 secondi di penalità se la sua velocità di ingresso è minore del 55% rispetto alla velocità massima consentita, se reca danni ad altri piloti può incombere in 10 secondi di penalità fino al DT. È importante per la F1, che raggiungono estreme velocità soprattutto in fondo ai rettilinei dove la velocità di punta delle auto che arrivano sono spesso pari o maggiori ai 280 km/h che il pilota che esce dalla pitlane o viceversa il pilota che arriva dal rettilineo sia attento a non creare azioni pericolose data l'elevata differenza di velocità. Comunemente, in caso di incidente, la ragione va dalla parte di chi ha oltrepassato prima la linea bianca alla fine della corsia della pitlane.

### Rifornimento
Il rifornimento, ora vietato nelle gare di F1, è stato consentito dalla stagione 1994 alla stagione 2009. In quegli anni un pit stop coinvolgeva una ventina di meccanici, con l'obiettivo di completare la sosta nel minor tempo possibile. Le soste in genere duravano dai sei ai dodici secondi a seconda della quantità di carburante immessa nel serbatoio. Tuttavia, se si verificava un problema, come un guasto alla pompa del carburante o il motore in stallo, o era necessario effettuare riparazioni, poteva durare molto di più. Le pompe riuscivano a erogare alla velocità di oltre 12 litri al secondo. Ciò era ottenuto da un sistema abbastanza complesso che estraeva aria dal serbatoio dell'auto mentre il carburante veniva pompato.
Poiché il carburante rappresenta una parte significativa del peso di un'auto, i team variavano la quantità di carburante caricata a ogni sosta (e prima della gara) e quindi variavano il numero dei pit stop. Le strategie più comuni erano una o due soste. Venivano impiegate due strategie di arresto per aumentare la velocità della vettura/migliorare i tempi sul giro per raggiungere le auto che precedevano, mentre le strategie di uno stop erano utilizzate per guadagnare tempo e posizioni in pista a seguito del vantaggio di un pit stop in meno. Tuttavia, le squadre potevano e talvolta optavano per strategie ai box con molti più pit stop, come fatto da Ferrari e Michael Schumacher con quattro soste al Gran Premio di Francia del 2004 dove alla fine risultò vincitore.
Poiché il rifornimento era una situazione potenzialmente pericolosa, i meccanici indossavano tute multistrato ignifughe e guanti ignifughi, biancheria intima lunga, passamontagna, calzini e scarpe, che dovevano soddisfare le linee guida stabilite dallo standard FIA 8856-2000.

### Ruoli dell'equipaggio ai box di F1

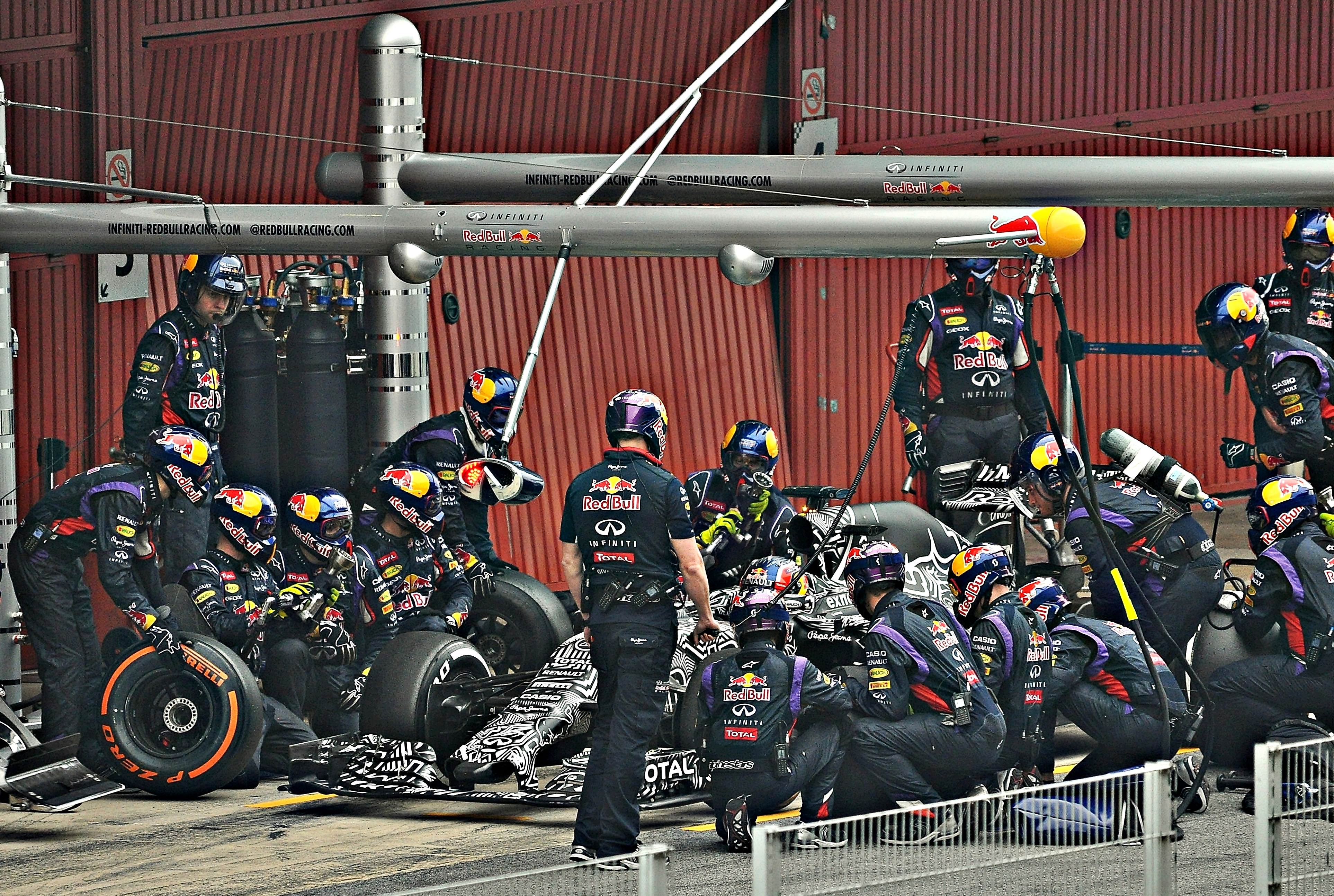
Il team Red Bull Racing si esercita nei pit stop

- Quattro smontagomme, uno per ogni ruota/angolo dell'auto, utilizzano una chiave pneumatica ("pistola per pneumatici") per rimuovere il singolo dado ad aletta di bloccaggio di ogni pneumatico, e quindi riavvitarlo sul nuovo.
- Vengono utilizzati otto portapneumatici (quattro per recuperare la gomma consumata e quattro per la gomma nuova), due per ogni ruota/angolo dell'auto, uno per rimuovere il vecchio pneumatico dall'auto e uno per posizionare il nuovo.
- Due stabilizzatori stabilizzano l'auto al centro da entrambi i lati.
- Gli uomini dell'ala anteriore, se necessario, regolano l'angolo dell'ala (per fornire più/meno carico aerodinamico) e/o cambiano l'intera ala anteriore (in caso di danni subiti durante la gara).
- Gli uomini del martinetto, anteriore e posteriore, utilizzano martinetti a leva per sollevare l'auto e consentire il cambio delle gomme durante il pit stop.
  - Il lavoro del front jack man (uomo del martinetto anteriore) è generalmente considerato il più pericoloso dell'intero equipaggio ai box, in quanto richiede di stare direttamente di fronte all'auto mentre entra nel box. I meccanici in questo ruolo si sono infortunati in passato quando i piloti hanno superato/non hanno frenato in tempo.
  - Al contrario, a causa della posizione delle sue mansioni direttamente dietro l'auto, l'uomo del martinetto posteriore è l'unico membro del team che non si trova nella sua posizione di lavoro prima che l'auto entri nel box.
- L'uomo dell'estintore è pronto con un estintore a mano per spegnere eventuali incendi che potrebbero verificarsi durante una sosta, almeno abbastanza a lungo da consentire all'equipaggio dei box e al conducente di evacuare il veicolo. Questo lavoro è diventato standard dopo l'incendio occorso all'auto di Jos Verstappen nel 1994.
  - A volte, più di un membro dell'equipaggio ai box può svolgere questo ruolo se un'auto arriva per un arresto non programmato con problemi meccanici che comportano un incendio/calore eccessivo (ad esempio freni surriscaldati).

### Ruoli eliminati
- L'uomo del lecca-lecca indicava la posizione del box della squadra (soprannominato il "lecca-lecca" per la sua forma circolare, da cui il nome del ruolo), aiutando il pilota a identificare il suo box e tenendolo in posizione durante la sosta per ricordare al pilota di tenere i freni bloccati durante il cambio gomme, ricordarsi di mettere la vettura in prima marcia una volta abbassati i martinetti e infine segnalare al pilota di lasciare il box una volta terminato il pit stop alzando il cartello.
  - Al giorno d'oggi, questo ruolo è svolto da un sistema di semaforo: i piloti entrano a memoria nei box della loro squadra o osservando gli equipaggi sulla corsia dei box e ricevono la segnalazione di lasciare il box da una serie di luci sospese.
- Il rifornitore gestiva il sistema di rifornimento della vettura, agganciando il bocchettone durante il pit stop e disinnestandolo a rifornimento completo.
  - Con il divieto di rifornimento in F1 dalla stagione 2010 in poi, questo ruolo non è più necessario in quanto le auto non effettuano più il rifornimento a metà gara.
- L'uomo dell'avviamento era pronto con uno strumento a riavviare l'auto nel caso in cui il pilota avesse spento il motore durante il pit stop.
  - Al giorno d'oggi, poiché le moderne auto di F1 hanno sistemi anti-stallo e possono essere avviate dal guidatore in modo indipendente se necessario utilizzando la batteria dell'auto, questo ruolo non è più necessario, a meno che una situazione non richieda un reset completo del motore.

## Formula E
Per le sue prime quattro stagioni, i pit stop in Formula E servivano allo scopo principale di cambiare auto: poiché le auto FE non avevano la carica elettrica necessaria per completare una gara, si era costretti a cambiare auto durante la gara. Con l'eccezione della riparazione di pneumatici danneggiati, non era consentito eseguire altri servizi sulle vetture durante il pit stop.
Prima della stagione 2017-18, le regole e il sistema di punteggio in Formula E consentivano alcune strategie insolite per i pit stop. In precedenza, i piloti ottenevano un punto per aver realizzato il giro più veloce in gara indipendentemente dalla posizione di arrivo (o dal fatto che avessero concluso la gara); quindi un pilota che non aveva alcuna possibilità di finire nelle posizioni a punti, poteva cambiare auto, aspettare il momento giusto per uscire dai box e fare il giro più veloce. In particolare, questo è successo nell'ePrix di Londra del 2016, quando i contendenti al campionato Sébastien Buemi e Lucas Di Grassi utilizzarono questa strategia dopo che il loro incidente al primo giro li aveva resi altrimenti incapaci di ottenere punti. Buemi ottenne il giro più veloce, vincendo il campionato piloti di Formula E 2016. Dalla stagione 2017-18, le regole della Formula E sono state modificate eliminando il punto aggiuntivo per il giro più veloce ai piloti che finivano la gara dopo i primi 10, rendendo obsoleta la strategia di cui sopra.
Per la sua quinta stagione (2018-19) sono state introdotte nuove vetture dotate di batterie in grado di completare l'intera distanza di gara. In quanto tali i pit stop non venivano più utilizzati durante le gare se non in caso di riparazione di danni.

## NASCAR

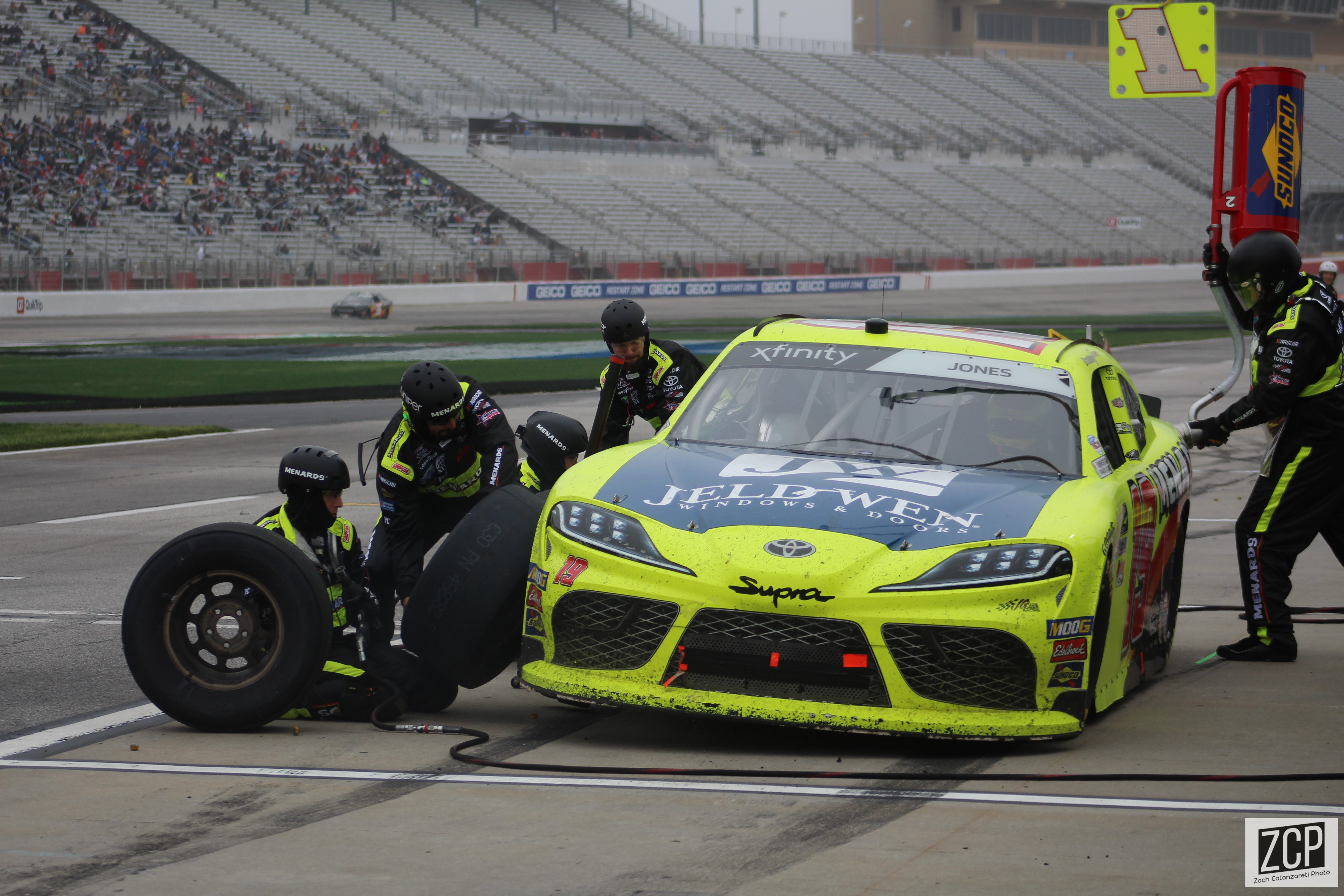
L'equipaggio ai box Joe Gibbs Racing di Brandon Jones della NASCAR Xfinity Series esegue un pit stop all'Atlanta Motor Speedway nel febbraio 2019

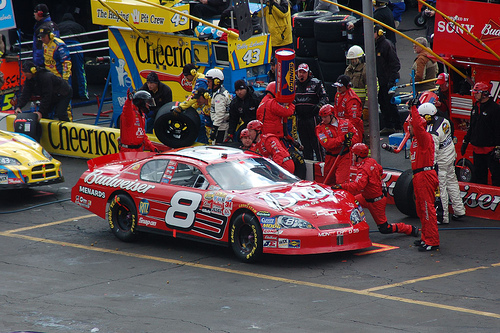
Dale Earnhardt Jr. su Budweiser Chevrolet Monte Carlo durante un pit stop al Bristol Motor Speedway nel 2006

I capisquadra guidano l'equipaggio ai box durante i pit stop oltre a istruire il pilota durante la gara. I membri dell'equipaggio ai box una volta erano i meccanici delle auto da corsa, ma la maggior parte dei team è composta da individui dedicati solo ai pit stop e spesso vengono utilizzati ex atleti dilettanti o professionisti. L'ex giocatore della NFL Tim Goad è considerato il primo ex atleta professionista coinvolto in una squadra ai box, come jackman. Tuttavia, alcuni membri dell'equipaggio dei box lavorano con il team nella fabbricazione o nella progettazione delle auto da corsa durante la settimana mentre si allenano per il loro "lavoro ai box" nei fine settimana. Le squadre hanno costruito centri di allenamento completi simili a quelli degli atleti professionisti per i loro pit crew.
Ci sono una serie di penalità che possono richiedere un pit stop. Il conducente deve mantenere la vettura al di sotto della velocità della pista, dall'ingresso dei box all'uscita; il limite di velocità è tipicamente 56–88 km/h, a seconda delle dimensioni della pista. Le squadre possono essere penalizzate se l'auto viene riparata al di fuori del box designato, se l'auto passa su un tubo dell'aria, o se uno qualsiasi dei vecchi pneumatici non si trova sul lato del muro dei box (di solito a sinistra) prima che l'auto lasci la pit lane. La penalità più comune per un'infrazione ai box è un "drive-through" (il pilota deve entrare nuovamente ai box, sotto la bandiera verde, e mantenere il limite di velocità previsto nella corsia del box per l'intera lunghezza della pit lane). Se un'auto si ferma, l'equipaggio ai box può dare una partenza a spinta, ma l'auto non può essere spinta oltre i tre box davanti al proprio, o oltre la via di uscita dai box e gli steward presenti alla fine della corsia dei box.
I pit stop sono programmati dal momento in cui l'auto si ferma nel box, fino a quando il servizio è terminato e l'auto esce dallo stallo. Un pit stop per quattro pneumatici e carburante può durare dai 12 ai 16 secondi, mentre uno stop per due pneumatici e carburante può durare dai 5 ai 7 secondi. Verso la fine di una gara, una squadra può aver bisogno solo di una piccola quantità di carburante per arrivare alla fine; questo è chiamato "splash and go" e può richiedere da 2 a 3 secondi. Questi tempi dipendono da eventuali regolazioni delle sospensioni e dalla qualità dell'equipaggio.
Le strategie dei box dei team NASCAR Cup Series variano ampiamente, a seconda della pista. Il carburante è generalmente un fattore più limitante dell'usura degli pneumatici e la frase "finestra carburante" o "finestra dei box" viene utilizzata per indicare il numero massimo di giri possibili con un pieno di carburante, assumendo condizioni di bandiera verde continua e una piccola riserva. La finestra viene utilizzata per calcolare (o ricalcolare dopo una sosta) il numero minimo di pit stop necessari per completare la gara. I percorsi su strada possono avere solo due fermate programmate; le piste ovali generalmente prevedono tra le quattro e le sei fermate programmate. Le gare su piste brevi come il Bristol Motor Speedway e il Martinsville Speedway sono abbastanza brevi da essere completate con solo due soste per il carburante, ma i team pianificano più soste a causa della rapida usura degli pneumatici e della significativa perdita di velocità in curva con pneumatici usurati. Se una squadra è ai box per le gomme ed è notevolmente più veloce (tra 1 e 3 secondi al giro), le squadre di solito seguiranno rapidamente il loro pit stop per evitare di perdere tempo.
La strategia dei box può giocare un ruolo significativo nel risultato di una gara NASCAR, forse più di altre serie di corse. Con cautela, la maggior parte dei team utilizza strategie simili per evitare di essere scoperti, in genere seguendo la decisione del leader di restare fuori o di rientrare ai box, ma a volte le squadre si mettono deliberatamente in box "fuori sequenza" se ritengono di poter ottenere un vantaggio in seguito. Anche le tattiche di gara possono influenzare la strategia. Verso la fine di una gara, i piloti possono ridurre l'input dell'acceleratore per risparmiare carburante a scapito di tempi sul giro più lenti, ma così facendo possono allungare la finestra dei box fino alla fine della gara e saltare l'ultimo pit stop. Un'attenzione tardiva può costringere le squadre a fare una chiamata difficile: rimanere fuori con pneumatici usurati, o rientrare ai box e rinunciare alla posizione in pista. La regola della scacchiera verde-bianca può causare dubbi, in quanto può potenzialmente estendere la gara di un numero imprecisato di giri con bandiera verde e bandiera gialla. Inoltre, la strategia può essere determinata dalla posizione di qualificazione. Una squadra che si qualifica nelle prime sei posizioni avrà la migliore scelta dei box, molto spesso scegliendo il primo, l'ultimo o uno stallo con un'apertura davanti o dietro a quello. Una squadra che si qualifica più indietro sul campo avrà maggiori possibilità di trovarsi dietro le auto durante un pit stop, con conseguente rallentamento.

### Ruoli dell'equipaggio ai box NASCAR

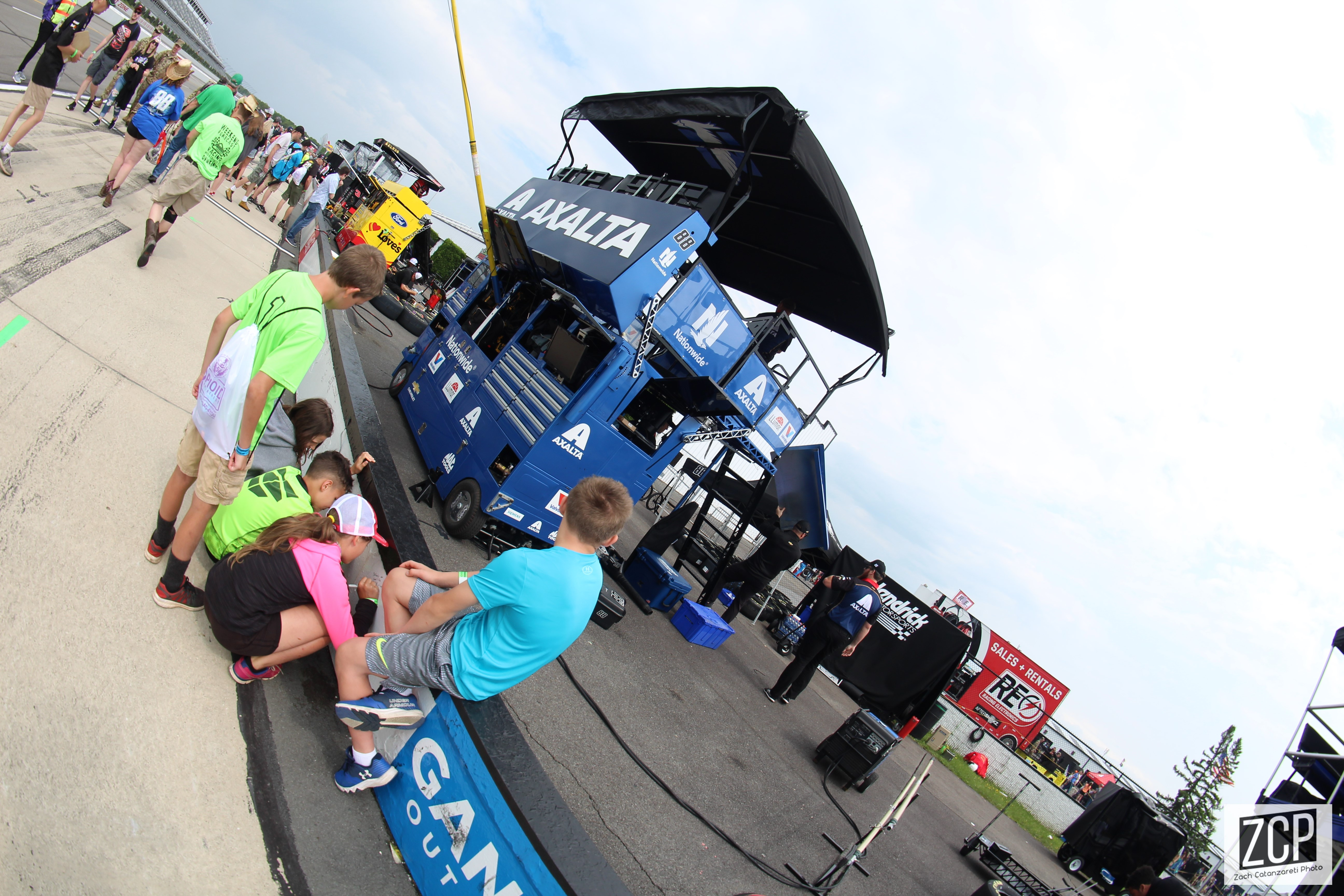
Tipico box in NASCAR

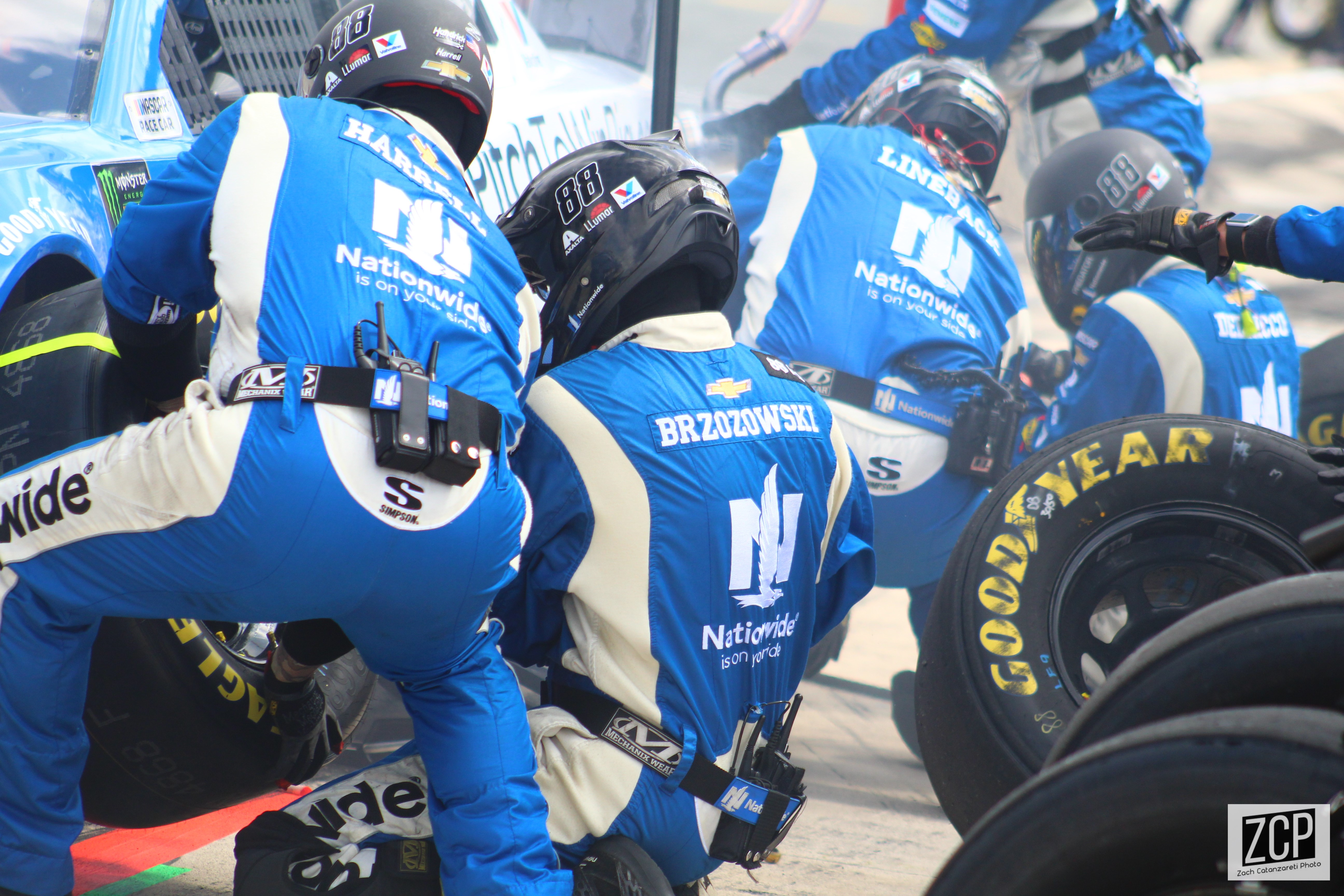
L'equipaggio dei box sull'auto di Alex Bowman al Dover International Speedway nel 2019

- Il capo dell'equipaggio è il capo ai box. È responsabile dell'equipaggio, dell'assetto dell'auto (dalla costruzione dell'auto in officina fino alle regolazioni della manovrabilità in gara) e delle attività in pista. Decide la strategia dei box (di solito con l'aiuto di uno o più ingegneri di gara che monitorano la telemetria) e assume un istruttore del personale ai box per coordinare i pit stop e addestrare i membri a rimanere in buona forma fisica. I regolamenti NASCAR impongono che solo cinque[4] persone possano andare "oltre il muro" per assistere un'auto da corsa durante un pit stop. I limiti degli strumenti per l'equipaggio sono due chiavi a impulsi, un martinetto e due taniche di benzina. Se necessario, è possibile utilizzare altri strumenti, ma nell'area del garage, dove devono essere eseguiti i lavori importanti. Uno strumento importante utilizzato dal capo dell'equipaggio è indicato come il pit box, ma colloquialmente chiamato "carro da guerra". Il box è generalmente dotato di monitor a schermo piatto e della trasmissione televisiva dell'evento. Questi strumenti vengono utilizzati per analizzare da vicino l'auto in qualsiasi momento della gara.[5]
- Il capo macchina esegue la maggior parte della programmazione e dei preparativi quotidiani presso l'officina prima del fine settimana di gara. Questa persona è responsabile della gestione dell'equipaggio per tutto il fine settimana, assicurandosi che l'auto soddisfi tutti i requisiti di ispezione NASCAR e supervisionando le modifiche all'auto richieste dal capo dell'equipaggio o dall'ingegnere del team.[6] Questo ruolo è simile a quello di un direttore operativo. Se il capo dell'equipaggio non è in grado di partecipare alla gara, il capo della vettura servirà occasionalmente come capo dell'equipaggio ad interim.
- Il jackman solleva ogni lato dell'auto in modo che le gomme possano essere sostituite. Questa persona deve farlo rapidamente con l'uso di un martinetto da pavimento di 10 kg[7] rimuovendo e reinstallando anche gli pneumatici posteriori dopo la rimozione del portapneumatico posteriore. Il jackman segnala al guidatore di lasciare i box abbassando la macchina.
- I due smontagomme rimuovono e serrano i dadi ad alette sui pneumatici utilizzando una chiave a impulsi specifica (o "pistola ad aria compressa") realizzata da Paoli (prima della stagione 2018, le pistole ad aria compressa erano aperte allo sviluppo e le migliori squadre spesso costruivano le proprie). Uno smontagomme è l'unico responsabile per gli pneumatici anteriori, mentre l'altro è responsabile per quelli posteriori. NASCAR richiede che una ruota abbia cinque dadi ad alette tradizionali, a differenza del singolo dado ad alette di bloccaggio visto in altre categorie di corse. Molti jackmen guardano gli smontagomme per assicurarsi che i dadi dell'aletta siano serrati, poiché le regole NASCAR stabiliscono che tutti e cinque i dadi devono essere in contatto con la ruota.
- L'uomo del gas riempie l'auto con il carburante da corsa Sunoco Green E15 utilizzando una speciale tanica di benzina. All'uomo del gas è normalmente vietato fare qualsiasi altro lavoro durante una sosta, ma può anche aiutare a tirare i vecchi pneumatici dall'auto da corsa dopo che i dadi sono stati allentati se l'auto non ha bisogno di carburante. Prima della stagione 2011, un altro membro dell'equipaggio (il "catch-can") era autorizzato ad andare oltre il muro per tenere una lattina speciale sopra l'uscita di troppo pieno del sistema di alimentazione dell'auto per raccogliere il carburante versato. NASCAR ha vietato il catch-can man nel 2011; ora le taniche di carburante si sfiatano da sole per ridurre le fuoriuscite.
- Il portapneumatico porta nuovi pneumatici esterni sul muro dei box e rimuove e installa gli pneumatici anteriori. Deve mantenere il controllo dei vecchi pneumatici mentre vengono riportati al muro, dove altri membri del team avranno le nuove gomme pronte e in attesa. Il portapneumatico anteriore è solitamente responsabile dell'allontanamento dei paraurti anteriori danneggiati dal pneumatico, se necessario. Potrebbe anche essere responsabile della pulizia e dell'aggiunta o della rimozione del nastro alla/dalla griglia durante un pit stop per regolare la deportanza anteriore e le temperature del motore.
- All'utility man è consentito andare oltre il muro solo nella seconda metà della gara (a volte prima se le condizioni e la NASCAR lo impongono). Può pulire il parabrezza e fornire al conducente acqua fresca e altro, ma non può apportare altre modifiche all'auto.

## Serie IndyCar

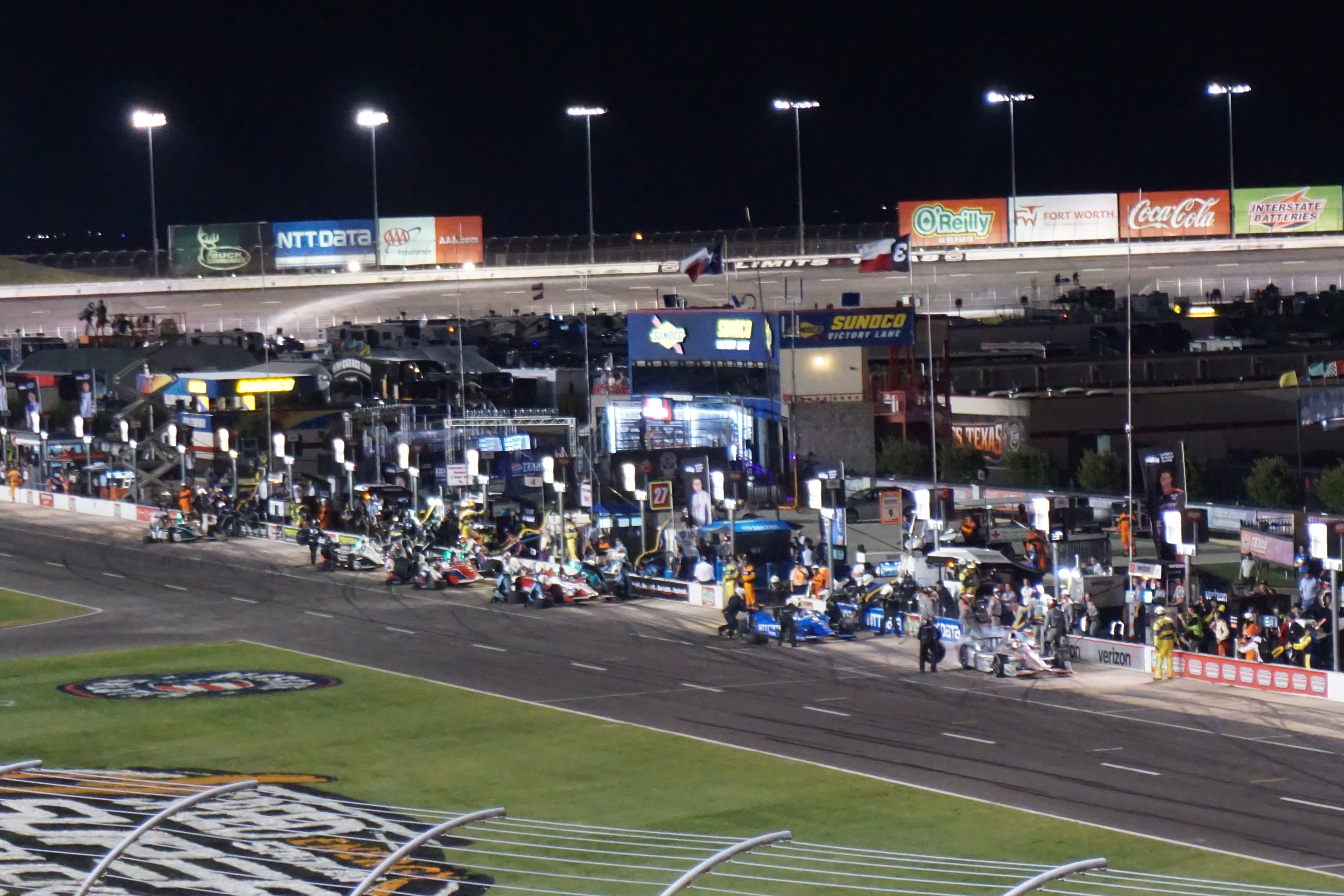
Pit stop durante il Rainguard Water Sealers 600 2017 al Texas Motor Speedway

Nella IndyCar Series, un pit stop è un'operazione più complessa che in NASCAR, ma molto meno che in Formula 1. Le regole consentono a sei meccanici di superare il muretto dei box durante una sosta. Le regole e le procedure dei box hanno origine nelle gare del campionato nazionale USAC. Il carburante di scorta per la competizione IndyCar è immagazzinato in grandi serbatoi ai lati del box. Il serbatoio di ogni squadra viene riempito con un volume di carburante specificato, a seconda della distanza di gara. Alle squadre viene inoltre assegnata una certa quantità di set di gomme di scorta, in funzione della distanza da percorrere. Tutte le gomme di scorta sono premontate su ruote prima della gara.
Durante un pit stop di routine, le gomme vengono disposte in anticipo e tre dei quattro smontagomme vengono pre-posizionati prima che l'auto entri nel box. Il quarto smontagomme, la cui responsabilità è la gomma posteriore sul lato opposto della strada ai box rispetto al muretto, non prende posizione fino all'arrivo della macchina, a causa di una regola contro il passaggio dell'auto sul tubo di alimentazione dell'aria compressa utilizzata per cambiare gli pneumatici, e il divieto di utilizzare un braccio sopraelevato per supportare i tubi dell'aria. Di conseguenza, il commutatore posteriore esterno serve anche ad avvisare il guidatore della posizione del box mentre tiene sollevato il tubo dell'aria.
Non appena l'auto si ferma, il primo passo, compiuto mentre il quarto smontagomme assume la sua posizione, è che un meccanico attivi i martinetti pneumatici integrati nell'auto. Un tubo dell'aria pressurizzato viene inserito in un ugello di ricezione sul retro dell'auto, sotto l'ala posteriore. In precedenza, questo dispositivo era inserito sul lato dell'auto, ma per motivi di sicurezza la posizione è stata spostata negli anni 2000. Nello stesso istante, un altro membro dell'equipaggio inizia il processo di rifornimento. Un tubo di alimentazione è inserito in una presa (chiamata "buckeye"), che consente a un tubo alimentato per gravità di riempire il serbatoio del carburante dell'auto. Il tubo del carburante ha una valvola di sfiato/troppo pieno come parte del meccanismo, un'invenzione della metà degli anni 2000. In precedenza, veniva utilizzato un secondo "tubo di sfiato", ma è stato gradualmente eliminato per migliorare la sicurezza.
Contemporaneamente i quattro smontagomme rimuovono le ruote e installano quelle nuove. Le ruote IndyCar sono fissate ai mozzi con un unico dado ad aletta, rendendo più facile e veloce la sostituzione. Dopo aver completato la sostituzione degli pneumatici, gli smontagomme anteriori possono utilizzare regolatori manuali per regolare l'angolo dell'ala anteriore dell'auto, rimuovere i detriti dalle prese d'aria o effettuare altre piccole riparazioni. Mentre il servizio viene completato dall'equipaggio oltre il muro, un altro membro dell'equipaggio dietro il muro può usare una canna per offrire al conducente un rinfresco.
Dopo aver completato la sostituzione degli pneumatici, il tubo del jack dell'aria viene rimosso, facendo posare l'auto a terra. Tuttavia, il conducente di solito deve attendere ulteriori secondi fino al completamento del rifornimento. Lo smontagomme anteriore destro (che di solito è anche il capotecnico) segnala al guidatore quando la sosta è terminata. Prima che l'auto lasci il box, un membro dell'equipaggio deve spruzzare acqua per eliminare il carburante in eccesso versato dal buckeye; questo di solito viene fatto con un tubo dell'acqua pressurizzato da un membro dell'equipaggio dietro il muro.
In condizioni normali, una sosta di routine per un team IndyCar dura tra i sei e i dieci secondi. I team IndyCar possono impostare le proprie strategie per i box.

## Super Formula
In Super Formula, la serie di monoposto di primo livello del Giappone, un totale di sei meccanici possono lavorare su un'auto. Di questi sei, tre hanno ruoli fissi: il segnalatore col lecca-lecca, il rifornitore di carburante e il vigile del fuoco. È vietato svolgere qualsiasi altra funzione durante il pit stop. I restanti tre meccanici sono responsabili di tutte le altre operazioni, in particolare il sollevamento dell'auto e il cambio delle gomme. La strategia generale è quella di fare in modo che i tre meccanici liberi operino sull'auto in modo simile a una catena di montaggio, muovendosi intorno all'auto tra le diverse stazioni. A causa del personale limitato, i team spesso escogitano soluzioni creative per ridurre i tempi di sosta ai box. Ad esempio, alcune squadre utilizzano un martinetto anteriore automatico, che viene posizionato davanti all'auto quando si ferma. I meccanici potrebbero anche saltare sul muso dell'auto per risparmiare tempo per arrivare dall'altra parte. Con il martinetto anteriore automatico, un pit stop Super Formula richiede dai dieci ai dodici secondi; anche senza il martinetto automatico, i pit stop possono essere completati in appena quattordici secondi.

## Gare di durata

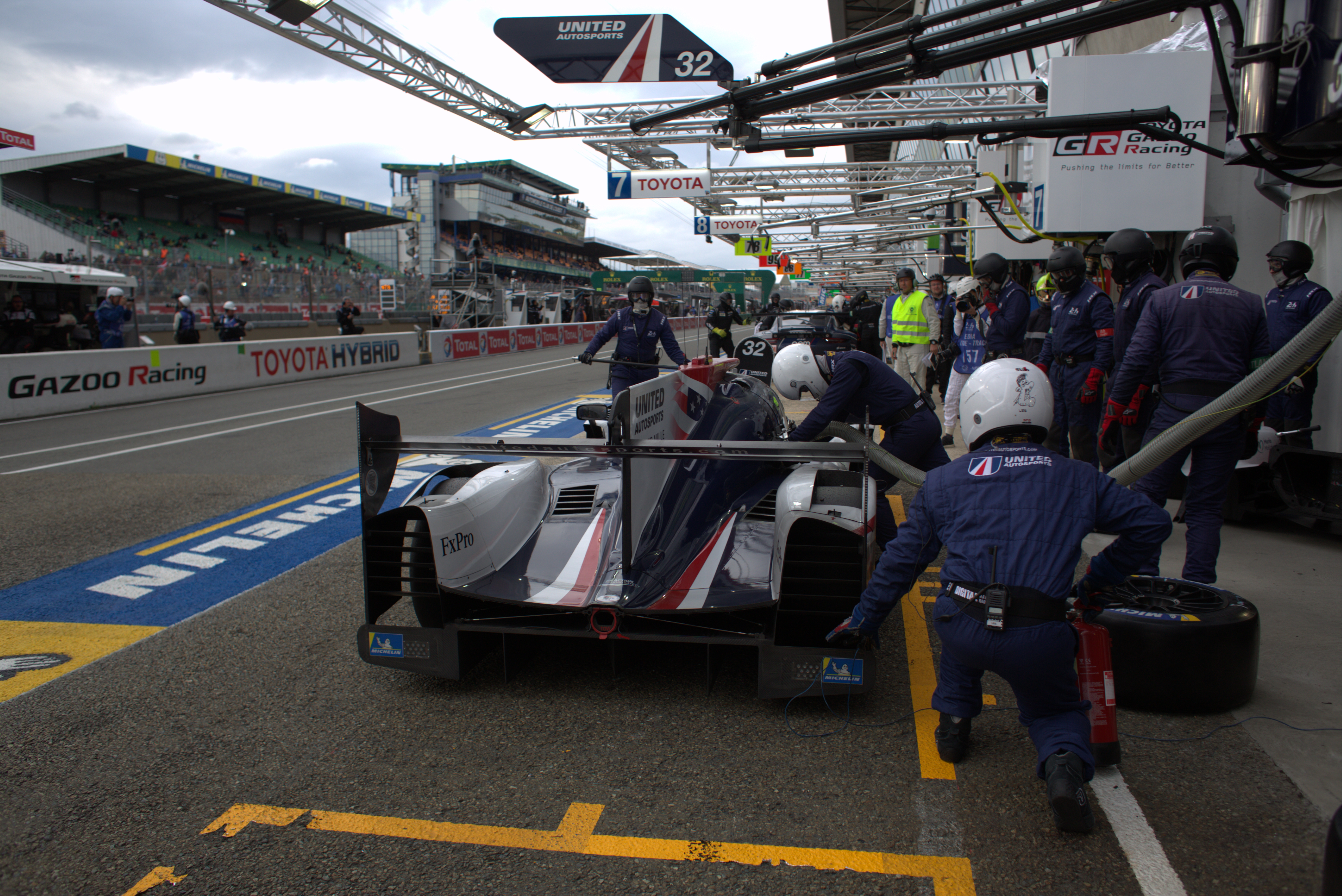
United Autosports effettua un pit stop durante la 24 Ore di Le Mans 2019

Nelle varie forme di gare di durata per vettura sport, i pit stop sono un affare più piacevole, ma non meno importante che in altre forme di corsa. Mentre le soste richiedono più tempo, durante tali pit-stop è prevista molta più manutenzione ordinaria, necessaria per mantenere la macchina in funzione fino a ventiquattro ore. Ciò include importanti modifiche aerodinamiche per affrontare il cambiamento di temperatura in una gara così lunga e la sostituzione di alcune parti soggette a usura limitata, come le pastiglie dei freni. A causa del fatto che la gara è programmata per durare un certo periodo di tempo piuttosto che una distanza specifica, le strategie dei box non sono generalmente progettate per essere sincronizzate con la distanza della gara, ma piuttosto per realizzarsi su un programma basato sui requisiti della vettura per la routine di servizio.
Secondo le regole dell'Automobile Club de l'Ouest (ACO), solo cinque meccanici possono lavorare sulla vettura. Un uomo può rifornire l'auto e tutto il rifornimento deve essere completato prima di qualsiasi altro servizio. Gli altri quattro meccanici sulla corsia dei box in un dato momento sono tipicamente due smontagomme e due portagomme, ognuno dei quali svolge il proprio compito su un solo lato della vettura. Vengono utilizzati martinetti pneumatici automatici, integrati nell'auto stessa. Il motore della vettura deve essere sempre spento durante l'arresto e può avviarsi solo quando l'arresto è terminato.
IMSA consente solo a quattro meccanici di riparare un'auto durante un pit stop. Un membro dell'equipaggio rifornirà di carburante l'auto mentre gli altri tre saranno responsabili del cambio degli pneumatici e dell'azionamento dei martinetti pneumatici. Un quinto membro dell'equipaggio deve servire come vigile del fuoco designato dalla squadra e deve essere pronto nel box con un estintore mentre l'auto viene rifornita. Un sesto membro dell'equipaggio può assistere in caso di cambio di pilota. Né il vigile del fuoco né l'assistente del conducente possono eseguire alcun servizio aggiuntivo all'auto. A differenza dell'ACO, IMSA non obbliga gli equipaggi ad attendere il completamento del rifornimento prima di cambiare le gomme e non richiede lo spegnimento del motore dell'auto durante la sosta.

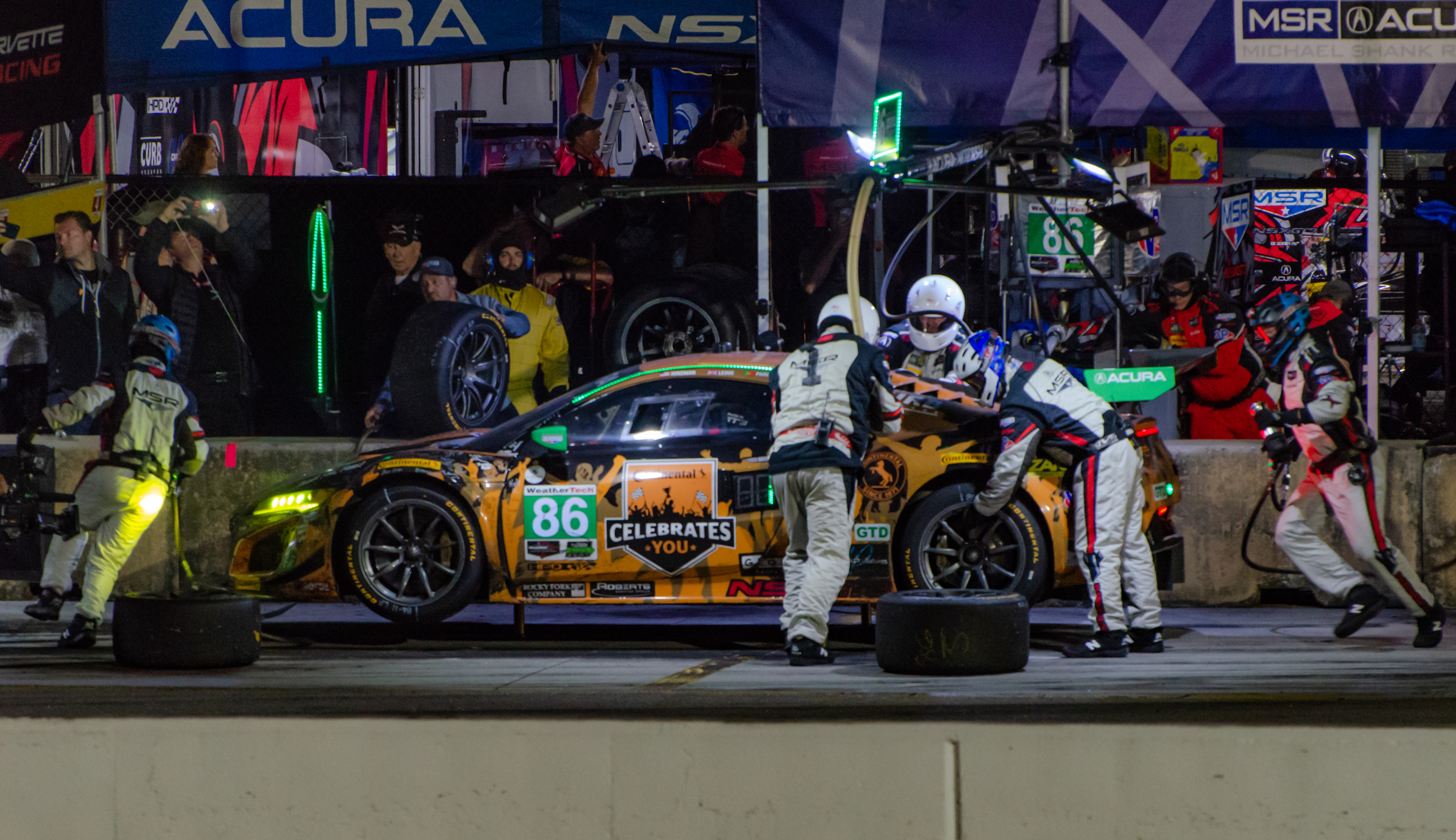
Michael Shank Racing Acura effettua un pit stop durante la Petit Le Mans 2018

Nelle gare di durata, i cambi di pilota sono obbligatori; le gare di durata più brevi sono programmate per quattro ore, un'ora in più rispetto al tempo non stop più lungo consentito al volante. Durante un pit stop con cambio pilota, il nuovo pilota e un assistente per il cambio pilota possono entrare nella pit lane. L'assistente, che non può svolgere alcun lavoro meccanico sull'auto, ha il compito di aiutare il guidatore a uscire dall'auto, rimuovere o sostituire gli inserti del sedile del conducente, aiutare il nuovo guidatore a salire in macchina aiutandolo a fissare saldamente la sua cintura di sicurezza e collegare il casco ai sistemi dell'auto, tra cui la radio della squadra a due vie e la bottiglia della bevanda utilizzata per evitare la disidratazione.
Un pit stop di routine senza manutenzione programmata e nessun cambio pilota dura generalmente dai trenta ai quaranta secondi. Con un cambio di driver incluso, quel tempo aumenta di circa dieci secondi. In caso di manutenzione programmata significativa, come la sostituzione delle pastiglie dei freni, l'arresto può facilmente durare ben più di un minuto.
A differenza della maggior parte delle altre forme di corsa, la pratica del "doppio stinting" o anche del "triplo stint" è comune nelle gare più lunghe; pneumatici abbastanza duri da sopportare i rigori delle corse nel caldo del giorno possono essere così duri da non usurarsi in modo significativo durante le ore notturne. In una gara in cui questo è un problema, si può guadagnare molto tempo scegliendo di lasciare pneumatici usurati sulla vettura durante la prima sosta dopo che sono stati montati sulla vettura; se la temperatura scende abbastanza in basso, le squadre potrebbero anche essere in grado di fare due pit stop senza cambiare le gomme.